# حوزه انتخابیه بندرعباس، قشم، ابوموسی، حاجی‌آباد و خمیر
حوزهٔ انتخاباتی بندرعباس، قشم، ابوموسی، حاجی‌آباد و خمیر  یکی از حوزه از حوزه‌های استان هرمزگان برای انتخابات مجلس شورای اسلامی است. این حوزه به مرکزیت بندرعباس هم‌اکنون ۳ نماینده دارد.

## نمایندگاندورهدهم
حسین هاشمی تختی، احمد مرادی و محمد آشوری تازیانی

## نمایندگاندوره نهم
ابوالقاسم جراره (127.271 رأی) محمد‌ آشوری تازیانی (112.895 رأی) و منصور آرامی (102.096 رأی)
از مجموع 322.819 رای

## نمایندگاندوره هشتم
سیدمصطفی ذوالقدر، محمد آشوری تازیانی، محمدامین فرج‌زاده

## نمایندگاندوره هفتم
محمد آشوری تازیانی، شهریار مشیری، علی دیرباز 

## نمایندگاندوره ششم
احمد حبیبی، سیدمصطفی ذوالقدر، علی دیرباز 

## نمایندگاندوره پنجم
عباس عباسی، محمد رضایی سردره

## نمایندگاندوره چهارم
غلامعباس زائری، عباس عباسی، محمد رضایی سردره (میان‌دوره‌ای)

## نمایندگاندوره سوم
غلامعباس زائری، عباس عباسی

## نمایندگاندوره دوم
عباس متین، غلامعباس زائری 

## نمایندگاندوره اول
غلامعباس زائری، غلامحسین حقانی، عباس متین (میان‌دوره‌ای)

## پی‌نوشت و منبع
1. ↑  «نمایندگان بندرعباس، ابوموسی، خمیر، قشم  و حاجی آباد مشخص شدند». دریافت‌شده در ۲۰۱۷-۰۸-۲۶.[پیوند مرده]
2. 1 2 3 4 5 6 7 8  دیفایا، گروه. «موج حضور |  انتخابات مجلس شورای اسلامی >  استان هرمزگان». بایگانی‌شده از اصلی در ۲۶ اوت ۲۰۱۷. دریافت‌شده در ۲۰۱۷-۰۸-۲۶.

- «جدول حوزه‌های انتخابیه در انتخابات دهمین دورهٔ مجلس شورای اسلامی» (PDF). مرکز پژوهش و سنجش افکار صدا و سیما. بایگانی‌شده از اصلی (PDF) در ۵ اكتبر ۲۰۱۸. دریافت‌شده در ۲۶ ژوئیه ۲۰۱۶. تاریخ وارد شده در |archive-date= را بررسی کنید (کمک)